# Fardis
Fardis (în persană: فردیس) este un oraș din provincia Alborz, Iran.

## Galerie

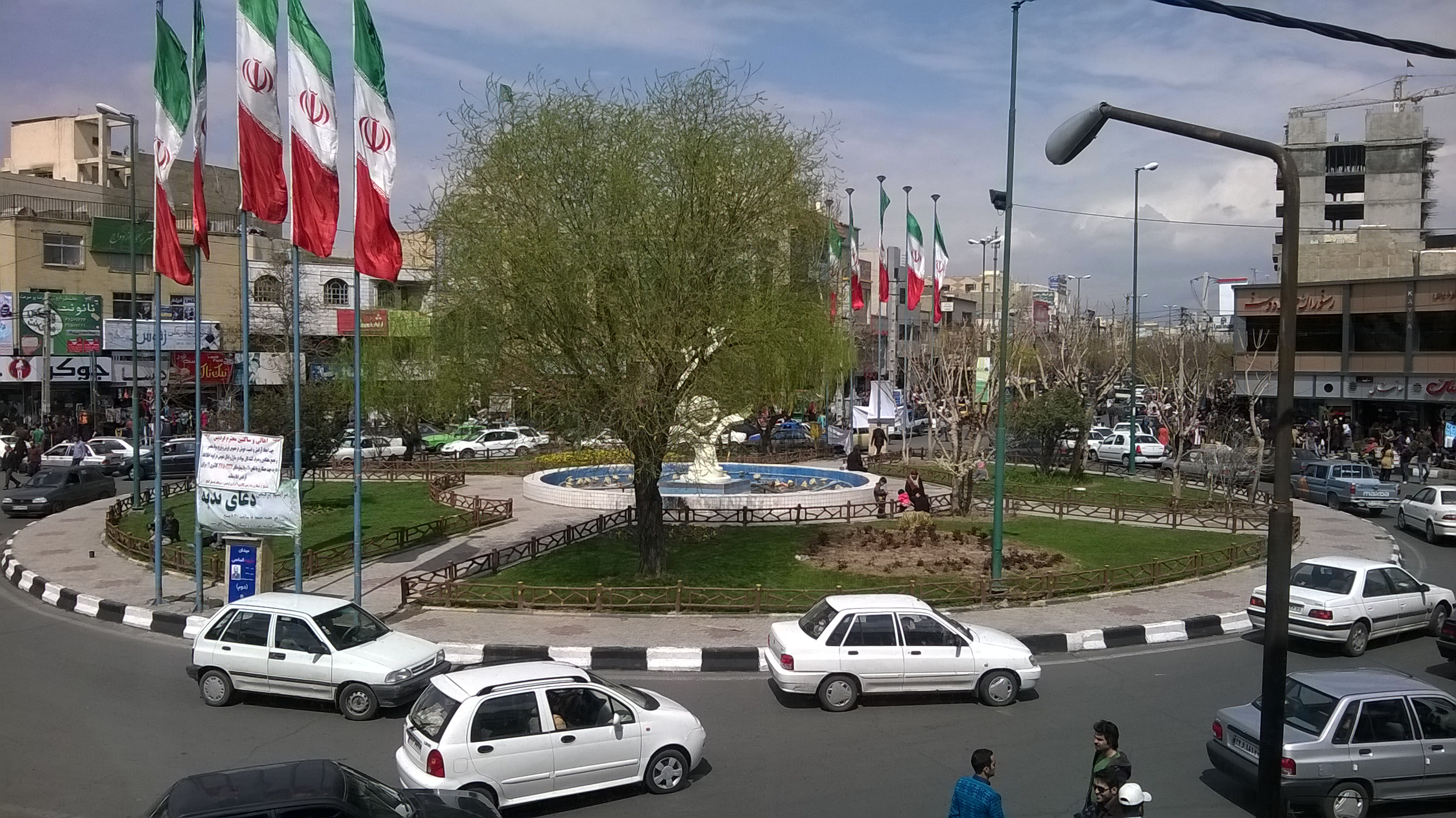
Bulevardul principal din Fardis.